# Guillaume Poitevin
Guillaume Poitevin (Bolbon prop de Tarascó, 2 d'octubre de 1646 - Ais de Provença, 26 de gener de 1706) fou un intèrpret de serpentó, director de cor i compositor francès.
Nascut a Borbó, prop de Tarascon, Poitevin es va formar musicalment a l'escola coral d'Avinyó i després va ingressar a la capella de la catedral d'Aix. Després d'uns anys com a intèrpret de serpentó,, va assumir les funcions de maître de chapelle el 1667 fins al final de la seva vida. També va ser mestre de compositors com André Campra i Jean Gilles. Les seves obres només han sobreviscut en forma d'extractes.

## Discografia
- The Baroque ensemble Les Festes d'Orphée (francès)[1] 339 / va registrar la totalitat de l'obra coneguda fins ara a priori (tres misses incompletes de les quatre, la tercera perduda):
- I : "Ave Maria": "Les Maîtres Baroques de Provence / Vol. I" - 1996 - Parnassie éditions[1]
- II : "Speciosa facta es" et IV : "Dominus tecum": "Les Maîtres Baroques de Provence / Vol. II" - 1999 - Parnassie éditions